# 沙托杜布勒
沙托杜布勒（法語：Châteaudouble，法語發音：[ʃatodubl]）是法国普罗旺斯-阿尔卑斯-蓝色海岸大区瓦尔省的一个市镇，属于德拉吉尼昂区。

## 地理
沙托杜布勒（43°35'51"N, 6°27'3"E）面积40.91 平方千米，位于法国普罗旺斯-阿尔卑斯-蓝色海岸大区瓦尔省，该省份为法国东南部沿海省份，北起上普罗旺斯阿尔卑斯省，西北角与沃克吕兹省接壤，西接罗讷河口省，南濒地中海，东临滨海阿尔卑斯省。
与沙托杜布勒接壤的市镇（或旧市镇、城区）包括：特里冈斯、艾吉讷、昂皮斯、德拉吉尼昂、菲加尼耶尔、蒙费拉。

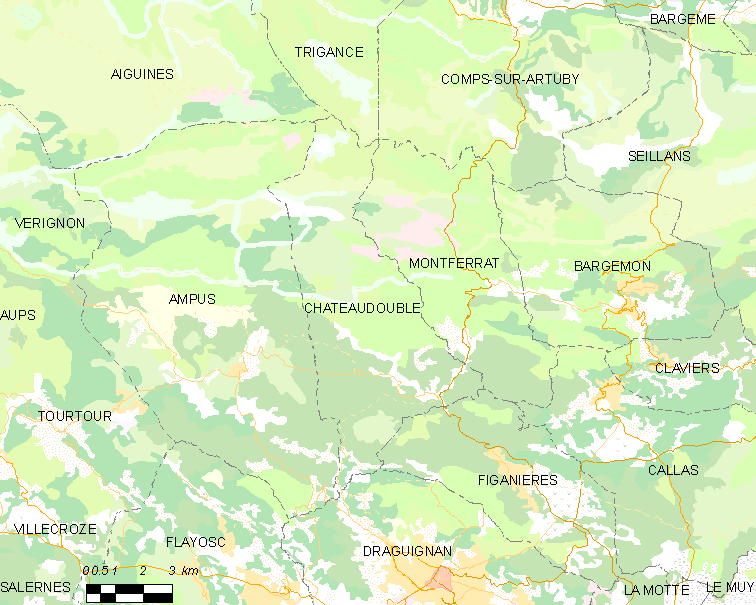
沙托杜布勒的OSM定位图

沙托杜布勒的时区为UTC+01:00、UTC+02:00（夏令时）。

## 行政
沙托杜布勒的邮政编码为83300，INSEE市镇编码为83038。

## 政治
沙托杜布勒所属的省级选区为弗拉约斯克县。

## 人口

1962-2008年间沙托杜布勒人口变化图示

沙托杜布勒于2022年1月1日时的人口数量为476人。